# Carlo I Gonzaga
Carlo I Gonzaga (Frans: Charles Gonzague) ook bekend als Karel I van Mantua en Karel III van Nevers (Parijs, 6 mei 1580 –  Mantua, 22 september 1637) was van 1601 tot aan zijn dood hertog van Nevers en Rethel en van 1627 tot aan zijn dood hertog van Mantua en Monferrato. Hij behoorde tot het huis Gonzaga.

## Levensloop
Carlo was de enige overlevende zoon van hertogen van Nevers Lodewijk Gonzaga en Henriëtte van Kleef. Na de dood van zijn moeder in 1601 werd hij hertog van Nevers en Rethel.
In 1600 stichtte hij de Orde van het Gele Lint. Omdat de leden daarvan merkwaardige plichten kregen opgelegd, werd deze orde al snel verboden door koning Hendrik IV van Frankrijk. Carlo was ook prins van Boisbelle, maar hij verkocht dit kleine, zelfstandige prinsdom in 1605 aan Maximilien de Béthune, hertog van Sully.
In 1606 besliste Carlo om in zijn gebieden aan de Maas een stad op te richten die naar hem de naam Charleville kreeg; hij liet er de Place Ducale aanleggen. Die nieuwe stad lag in de heerlijkheid Arches, dat hij bezat als hertog van Rethel en dat hij in 1608 bevorderde tot vorstendom, met Charleville als hoofdstad. Sindsdien noemden de hertogen van Rethel zich tevens vorsten van Arches en Charleville.
In 1612 claimde Carlo, die een verre afstammeling was van de Byzantijnse keizer Andronikos II Palaiologos, de troon in Constantinopel, op dat moment de hoofdstad van het Ottomaanse Rijk. Hij begon samen te zweren met Griekse rebellen op het schiereiland Mani, die hem koning Constantijn Palaiologos noemden. Toen de Ottomaanse autoriteiten dit te weten kwamen, stuurden ze een leger van 20.000 man en 70 schepen om Mani binnen te vallen. Dit leger verwoestte Mani en vervolgens legden de Ottomanen de inwoners hoge taksen op. Karel besloot vervolgens om een kruistocht tegen de Ottomanen te lanceren en stuurde afgevaardigden naar Europese hoven om steun te vinden. Hij slaagde erin om tegen 1619 zes schepen en 5.000 manschappen te rekruteren, maar werd gedwongen om zijn missie stop te zetten wegens het begin van de Dertigjarige Oorlog.
Na het overlijden van Vincenzo II Gonzaga, de laatste mannelijke erfgenaam in de rechtstreekse lijn van de hertogen van Mantua, erfde Carlo in 1627 de hertogdommen Mantua en Monferrato. Omdat Mantua en Monferrato daardoor een pro-Franse vorst kregen, leidde dit tot het verzet van hertog Karel Emanuel I van Savoye, die de steun kreeg van Spanje en het Heilige Roomse Rijk. Dit veroorzaakte uiteindelijk de Mantuaanse Successieoorlog. In 1629 stuurde keizer Ferdinand II een leger van Duitse landsknechten naar Mantua om te stad te belegeren. Omdat de beloofde steun van koning Lodewijk XIII van Frankrijk uitbleef, moest Carlo het bij dit beleg alleen op nemen tegen het huis Habsburg. In juli 1630 werd Mantua ingenomen en zwaar geplunderd. 
Nadat de Fransen erin slaagden om de belegerde stad Casale Monferrato te ontzetten, kon Carlo, die naar de Pauselijke Staten was gevlucht, in 1631 terugkeren naar zijn hertogdom. Carlo moest echter bepaalde delen van Mantua en Monferrato afstaan aan hertog Karel Emanuel I van Savoye. De situatie in het hertogdom Mantua was na de oorlog dramatisch, maar de volgende jaren slaagde Carlo erin om enig economisch herstel te bewerkstelligen.
In september 1637 stierf Carlo op 57-jarige leeftijd. Omdat zijn zoon en erfgenaam Carlo II reeds overleden was, werd hij als hertog van Mantua en Monferrato en als graaf van Nevers en Rethel opgevolgd door zijn kleinzoon Carlo III.

## Huwelijk en nakomelingen
Op 1 februari 1599 huwde Carlo met Catharina (1585-1618), dochter van hertog Karel van Mayenne. Ze kregen zes kinderen:
- Francisco (1606-1622), hertog van Rethel
- Carlo II (1609-1631), hertog van Mayenne
- Ferdinando (1610-1632), hertog van Mayenne
- Maria Ludovica (1611-1667), huwde eerst in 1645 met de Poolse koning Wladislaus IV Wasa en daarna in 1649 met de Poolse koning Jan II Casimir Wasa
- Benedetta (1614-1637), werd kloosterzuster
- Anna (1616-1684), huwde in 1645 met Eduard van de Palts, paltsgraaf van Simmern